# Parc Natural del Sud-oest Alentejà i Costa Vicentina
El Parc Natural del Sud-oest de l'Alentejo i la Costa Vicentina (PNSACV) és un parc natural situat al sud-oest de Portugal. Ocupa una superfície de 895,7 km² (605,8 km² a la terra i 289,9 km² al mar) i és un dels darrers reductes de la costa salvatge europea. Té un dels nivells més alts de biodiversitat del país amb més de 12 espècies de plantes endèmiques i diversos llocs de nidificació d’ocells.

## Territori
El Parc Natural del Sud-oest Alentejà i Costa Vicentina comprèn el litoral sud-oest de Portugal continental, al sud de l'Alentejo Litoral i a l'Algarve, al voltant del Cap de São Vicente. Inclou territoris de freguesies d'aquests municipis i districtes:
- Districte de Setúbal
  - Sines (freguesies de Porto Covo i Sines);
- Districte de Beja
  - Odemira (freguesies de Longueira / Almograve, Santa Maria, Sâo Luís, Sâo Salvador, Sâo Teotónio, Vila Nova de Milfontes i Zambujeira do Mar);
- Districte de Faro
  - Aljezur (freguesies d'Aljezur, Bordeira, Odeceixe i Rogil);
  - Vila do Bispo (freguesies de Budens, Raposeira, Sagres i Vila do Bispo).

A banda de la zona costera i de la submarina de 2 km, el parc inclou la vall del riu Mira des de l'estuari fins a la vila d'Odemira i part de la serra do Cercal.
En l'àrea del parc hi ha diversos tipus de paisatges i hàbitats naturals i mig naturals, com ara penya-segats abruptes, platges, illots i esculls (incloent-hi l'illa del Pessegueiro i un escull de corall a Carrapateira), l'estuari del Mira, el cap Sardão, el puig de Sagres i el cap de Sâo Vicente, sistemes dunars, landes, saladars, estepes salades, llacunes temporals, barrancs (valls encaixades amb densa cobertura vegetal), etc. Les altituds màximes en són: 324 m, a l'interior (a Sâo Domingos, Odemira); i 156 m, a la costa (a Torre de Aspa, Vila do Bispo). La profunditat màxima n'és 32 m en 2 km a Pontal da Carrapateira (Aljezur).

## Flora

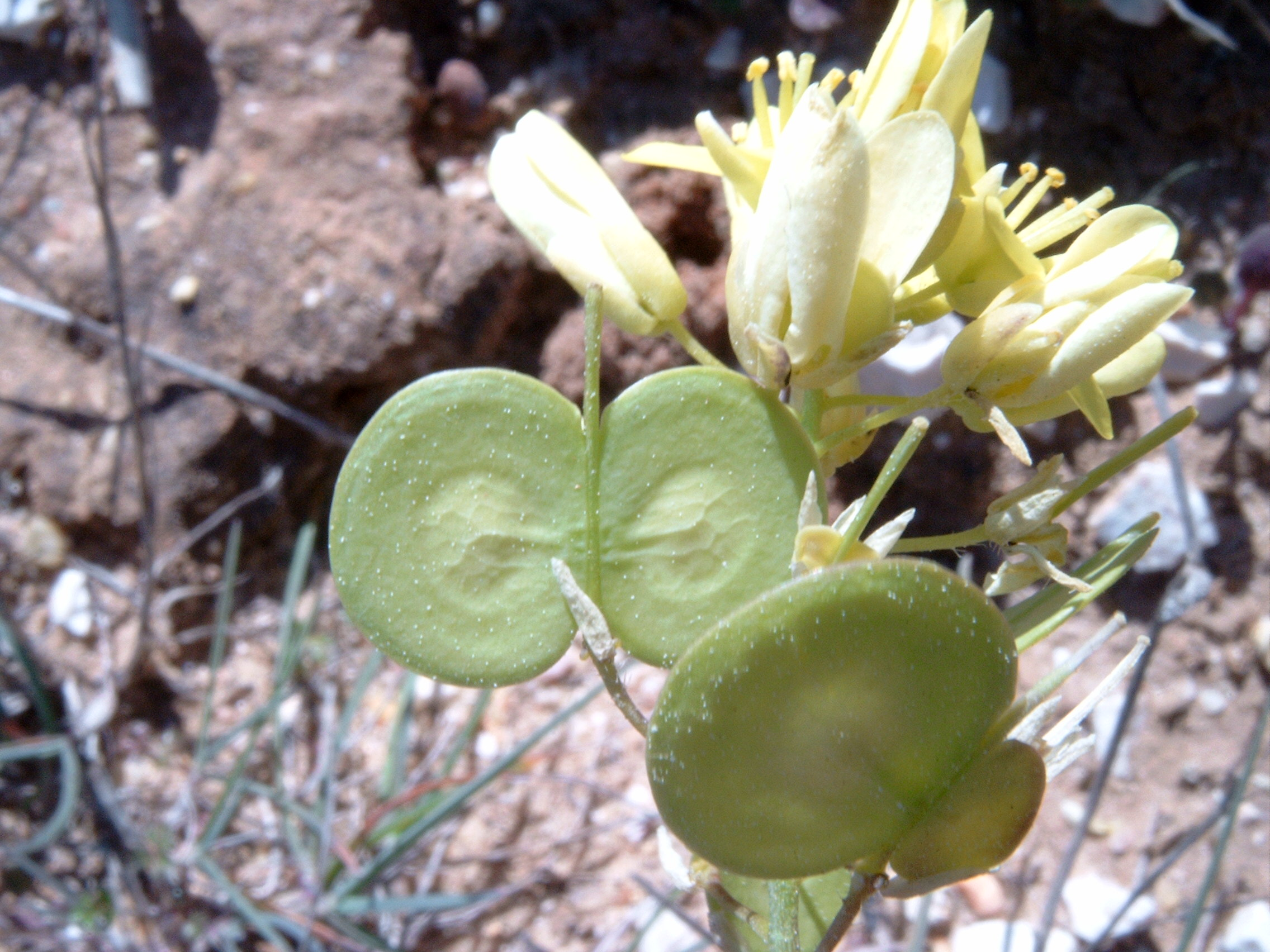
Biscutella vicentina

La flora del Parc Natural del Sud-oest Alentejà i Costa Vicentina es distribueix en tres tipus d'ambients geomorfològics:
- altiplà vicentí al sud, amb vegetació típica de sòls calcaris, en una zona de clima sec i càlid;
- altiplà litoral, amb vegetació més diversa, en dunes, bruguerars i marjals.
- serres litorals i barrancs, més frescos i humits, amb densa vegetació arbòria i arbustiva vorejant les riberes.

Al llarg del parc es dona una barreja de vegetació mediterrània, nord-atlàntica i africana, amb predomini de la primera. Hi ha prop de 750 espècies, de les quals més de 100 són endèmiques, rares o locals; 12 no n'existeixen en cap altre indret del món. Al parc es troben espècies considerades vulnerables a Portugal, així com també diverses espècies protegides a Europa.
Entre els endemismes, n'hi ha plantes com ara: Biscutella vicentina, Scilla vicentina, Centaurea vicentina, Diplotaxis vicentina, Hyacinthoides vicentina, Cistus palhinhae, Plantago almogravensis. Altres espècies són considerades rares, com ara Myrica faya, la servera (Sorbus domestica) o Silene rotlunaleri. L'activitat agrícola ja n'ha provocat l'extinció de plantes com Armeria arcuata.
Les espècies arbòries al parc es divideixen en naturals i artificials. Les primeres són dominades per quercus, com ara l'alzina surera (Quercus suber) i el roure de fulla petita (Quercus faginea), sobretot als barrancs. L'arbocer (Arbutus unedo L.) també és característic d'aquesta zona.
Les espècies arbòries introduïdes són principalment els pinastres (Pinus pinaster), els eucaliptus (Eucaliptus globulus) i les acàcies (Acacia ssp.).

## Fauna
La avifauna i ictiofauna tenen gran importància al Parc Natural del Sud-oest Alentejà i Costa Vicentina.

### Aus

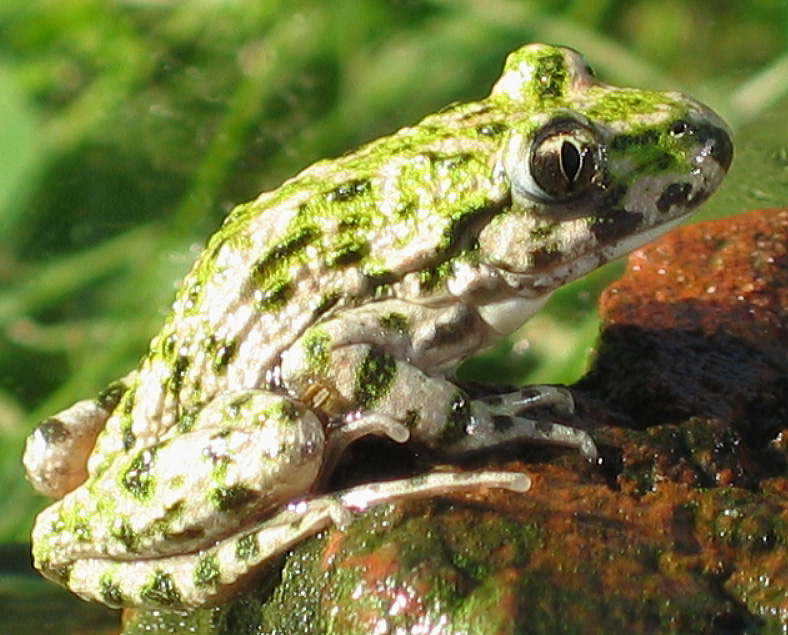
Gripau de berrugues verdes, Pelodytes punctatus

El parc és una àrea de pas d'aus planejadores i de passeriformes migradors, en els seus viatges entre les zones d'hibernada a Àfrica i de nidificació a Europa. És la darrera àrea de cria de l'àguila pescadora a la península Ibèrica.
La nidificació en penya-segats marítims és una característica del parc, en especial per a la cigonya blanca, el falcó pelegrí i la gralla de bec vermell. És l'únic lloc del món on les cigonyes nien als rocams marítims.
Entre les aus hi ha: àguila peixatera (Pandion Haliaetus), corb marí (Phalocrocorax spp.), cigonya blanca (Ciconia ciconia), agró (Egretta garzetta), falcó pelegrí (Falco peregrinus), (Falco naumanni), gralla de bec vermell (Pyrrhocorax pyrrhocorax), merles (Monticola solitarius), alcedínids, fotja (Gallinula chloropus), corb (Corvus corax), colom de roca (Columba livia), tudó (Columba palumbus L.), gavina (Laridae), astor (Accipiter gentilis) (Accipiter nisus), mussol (Strigidae), òliba, rossinyol, cadernera (Carduelis carduelis), arpella cendrosa (Circus pygargus), arpella pàl·lida comuna (Circus cyaneus), burrínids (Burhinus oedicnemus), otídids (Tetrax tetrax), vanellus (Vanellus vanellus), escolopàcids (Gallinago gallinago), duc (Bubo bubo), àliga cuabarrada (Hieraaetus fasciatus), àguila marcenca (Circaetus gallicus), (Falco subbuteo), mussol banyut (Asio otus), tórtora (Streptopelia turtur), etc.

### Mamífers
Els mamífers de l'àrea del parc inclouen, entre altres: llúdria (Lutra lutra), fagina (Martes foina), toixó (Mels mels), rabosa (Vulpes vulpes), gat (Felis silvestris), mangosta (Herpestes ichneumon), senglar (Sus scrofa), eriçó (Erinaceus europaeus), linx ibèric (Lynx pardinus), genetta (Genetta genetta).
Les fagines, raboses (també anomenades guineus), els toixons i les mangostes es troben en zones dunars i penya-segats. Els teixons excaven caus als rocams. Aquesta zona és l'única a Portugal, i de les darreres d'Europa, on es troben llúdries en un hàbitat marí.
As coves, com la de Monte Clérigo e la cova Amarela, són refugis d'importants comunitats de ratpenats (Chiroptera).

### Amfibis
Algunes espècies d'amfibis es reprodueixen a les llacunes temporals. Entre altres, s'hi troba el gripau (Bufo bufo), pelobàtids (Pelobates cultripes, Pelodytes punctatus). En aquestes zones humides també hi ha crustacis com ara Triops cancriformis mauritanicus i altres endemismes ibèrics.

### Rèptils
Entre els rèptils es troben la colobra (Malpolon monspessulanus) i la colobra bordelesa (Coronella girondica).

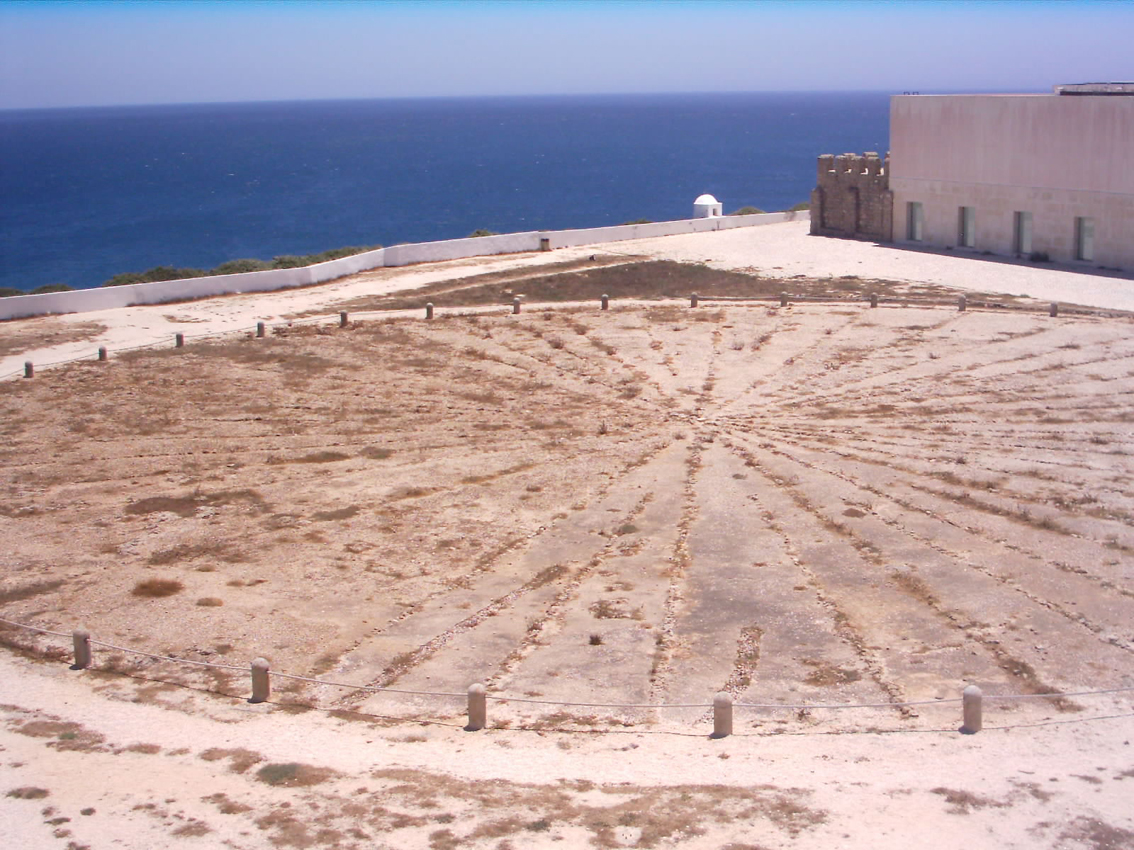
Interior de la Fortalesa de Sagres

### Peixos
Als cursos d'aigua, torberes i saladars hi ha peixos dulciaqüícoles que són endemismes portuguesos, com ara el barb (Barbus sclateri) i la boga portuguesa (Chondrostoma lusitanicum) i també un endemisme local, Leuciscus sp.
A la zona marítima del parc es troben espècies de peixos i altres animals habituals del nord-est de l'Atlàntic.

## Presència humana
La població resident inclou 24.000 persones. Els visitants, en algunes zones del parc, són prop de 2,8 milions a l'any.
L'àrea del Parc Natural del Sud-oest Alentejà i Costa Vicentina engloba algunes viles i llogarets. Al llarg dels segles la població es dedicà a la pesca, l'agricultura i ramaderia, però el turisme és una activitat com més va més important, sobretot a Porto Covo i Vila Nova de Milfontes i en tota la costa de l'Algarve del parc. El sector industrial és pràcticament inexistent.
Alguns pobles i llocs del parc tenen gran interés històric i cultural, amb diversos monuments nacionals i immobles classificats d'interés públic, en especial a l'àrea de la Fortalesa de Sagres i el Cap de São Vicente.
Les principals amenaces a la biodiversitat del parc són els hivernacles i plantacions de gespa a la zona litoral, i a l'interior les plantacions d'eucaliptus. És notable la gran activitat industrial de Sines, i la prolongació del seu port, que deterioren la qualitat de l'aire i de l'aigua de la zona.
La bellesa del paisatge, el patrimoni natural, històric i cultural, i la naturalesa pública dels camins, foren els principals criteris seguits en el procés d'elecció del traçat de la Ruta Vicentina del Sud-oest portugués, compost per camins existents i format pel camí Històric, senda dels Pescadors i diversos recorreguts circulars.

## Galeria d'imatges

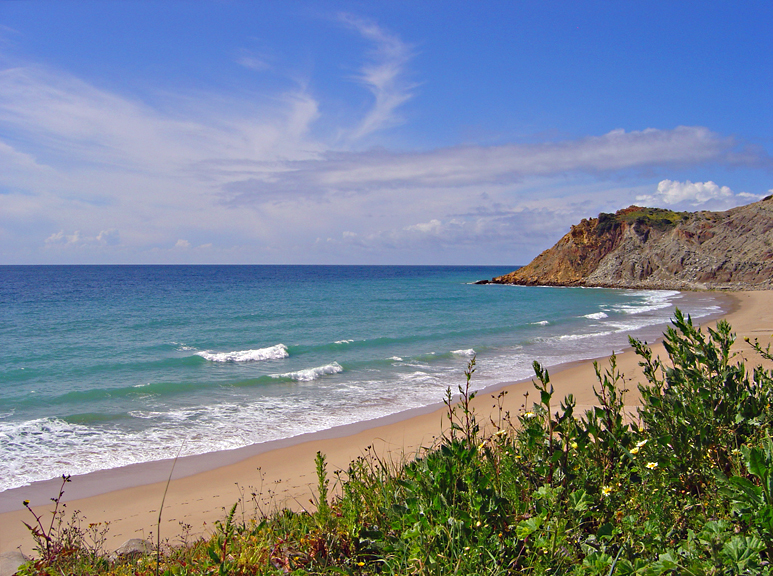
Zona oest de la platja de Burgau
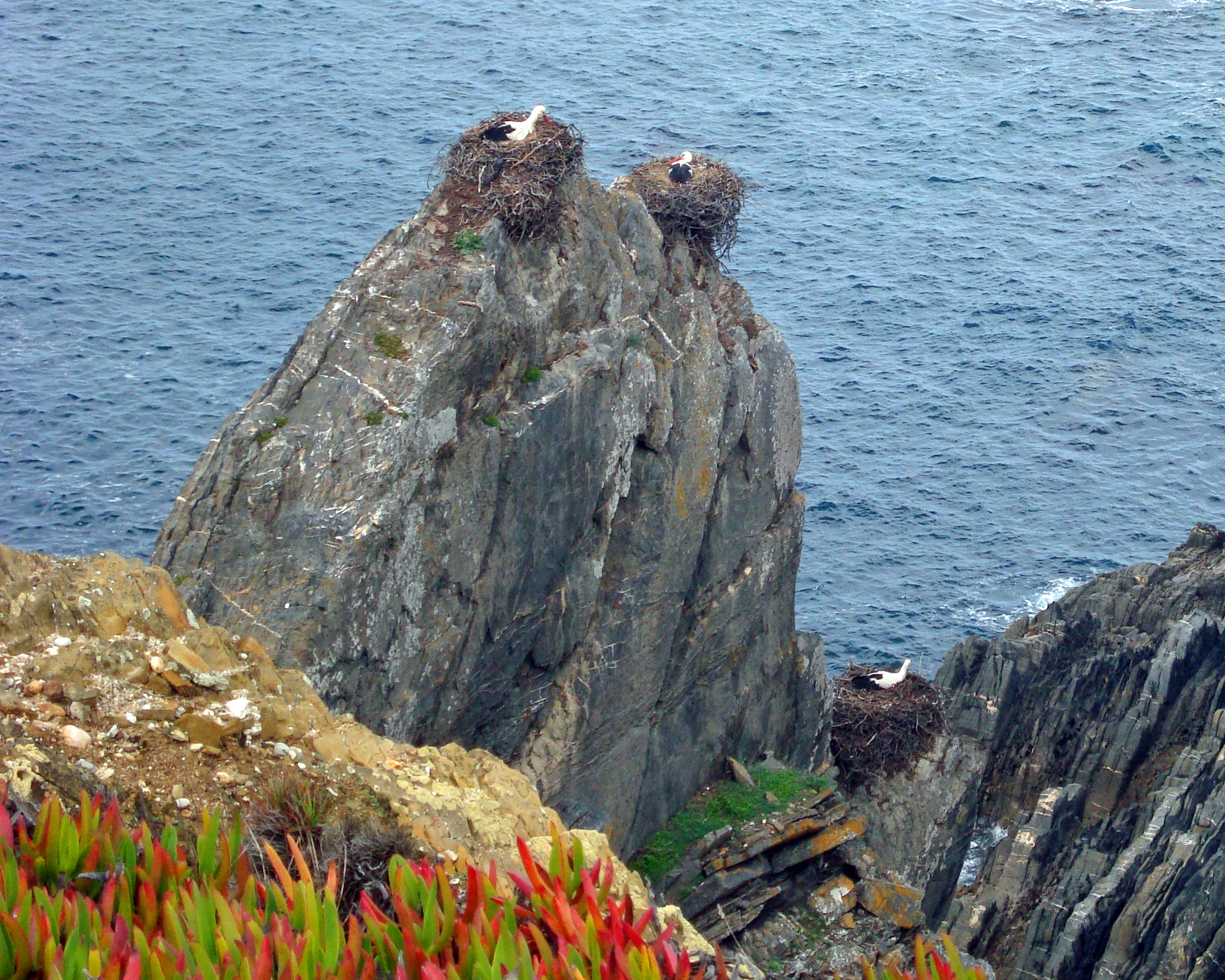
Aquesta costa, com a exemple del Cap Sardão, és l'únic lloc del món on les cigonyes nien als rocams marítims
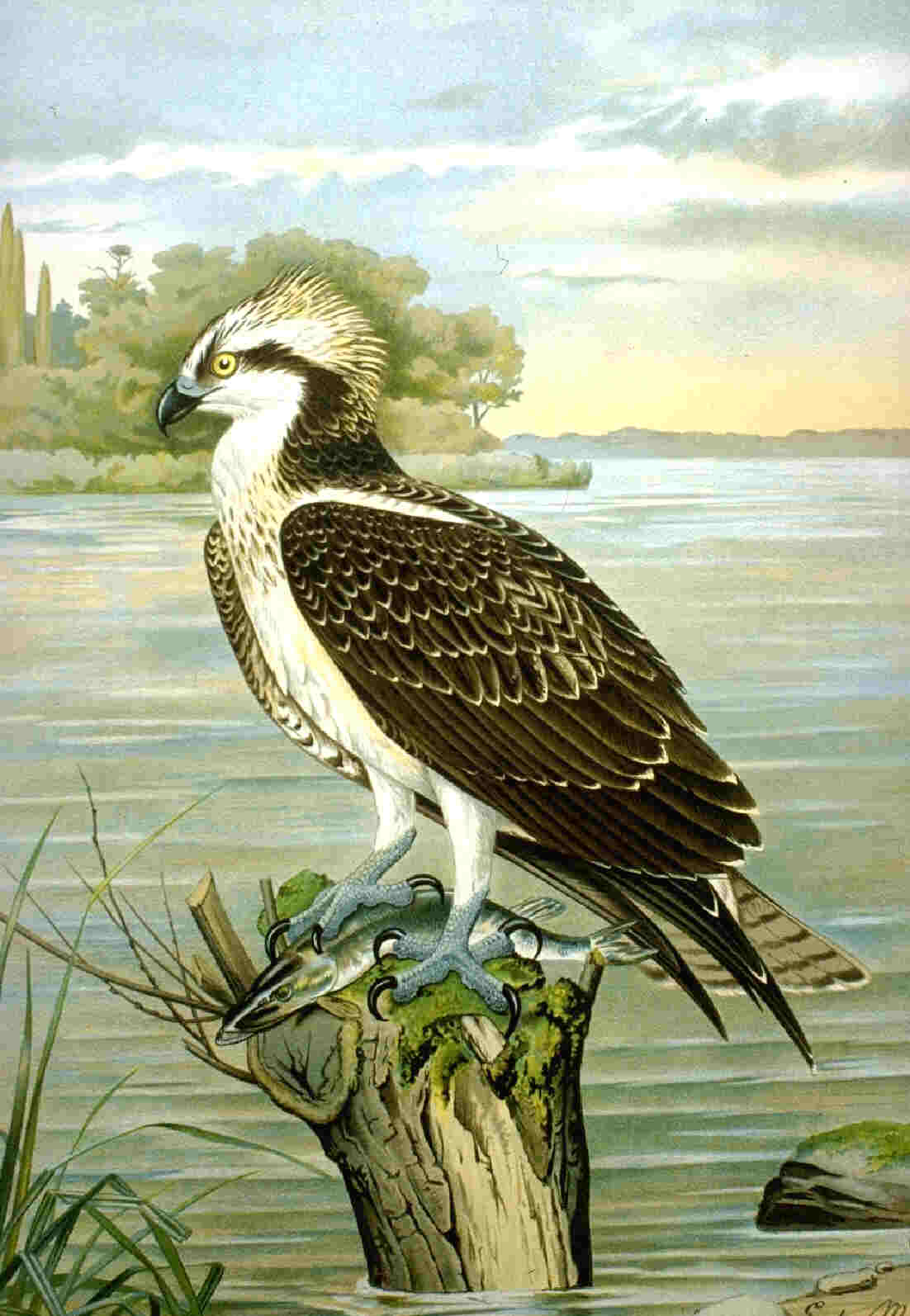
Àguila pescadora,Pandion Haliaetus
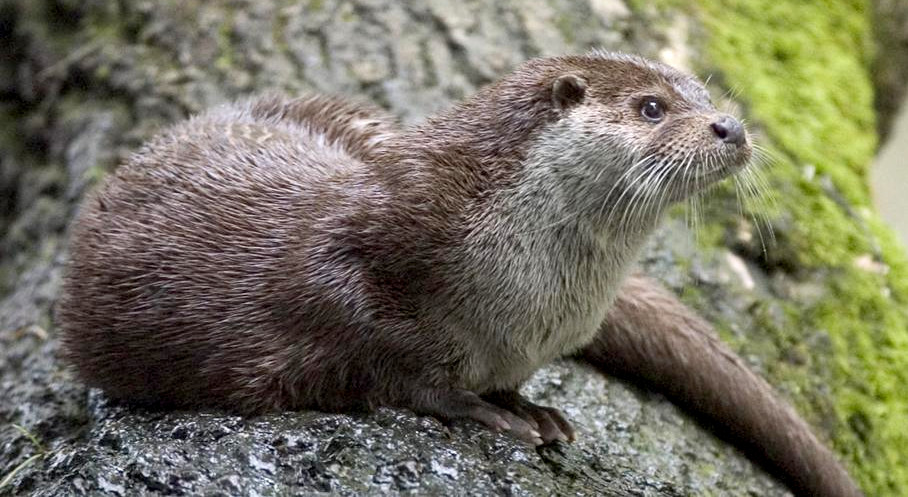
Llúdria, Lutra Lutra